# Freie Arbeiter Stimme

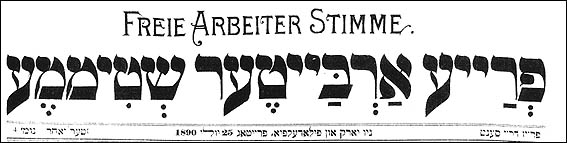
Titel der Ausgabe 4 von Freitag, dem 25. Juli 1890

Die Freie Arbeiter Stimme (jiddisch פֿרייע אַרבעטער שטימע) war die am längsten erscheinende anarchistische Zeitschrift in jiddischer Sprache und wurde ursprünglich als amerikanisches Gegenstück zu Rudolf Rockers Arbeter Fraynd (deutsch Arbeiterfreund), der in London erschien, entworfen. Die frühe jiddische Schreibweise פֿרייע אַרבייטער שטיממע (Fraye Arbayter Shtime) zeigt die Mode der Germanisierung einzelner jiddischer Wörter der frühen 1920er Jahre. Später änderte sich der Titel in die natürliche jiddische Aussprache פֿרייע אַרבעטער שטימע (Fraye Arbeter Shtime). Der Titel war sowohl jiddisch in hebräischen Lettern als auch deutsch und englisch auf dem Titelblatt vermerkt.
Die Freie Arbeiter Stimme erschien ab 1890 und wurde unter Saul Yanovsky bis 1923 herausgebracht. Zeitweise fungierte Mark Mratchny als Herausgeber, ein ukrainischer Anarchist im Exil und früherer Herausgeber des Nabat (deutsch Der Alarm), des Organs der Nabat-Föderation während des Friedensabkommens zwischen Machnowschtschina und Bolschewiki. Die Freie Arbeiter Stimme erschien 87 Jahre, bis sie 1977 unter Ahrne Thorne wegen der Abnahme und Überalterung jiddisch sprechender Menschen und Anarchisten in den USA eingestellt werden musste.
Autoren waren unter anderem David Edelstadt, Abba Gordin, Rudolf Rocker, Moishe Shtarkman und Saul Yanovsky. Die Zeitschrift war auch für das Veröffentlichen jiddischer Poesie von Di Yunge („Die Jungen“), einer Gruppe jiddischer Poeten der 1910er und 1920er Jahre bekannt.

## The Free Voice of Labor: The Jewish Anarchists
Die Geschichte der Zeitung wurde in einem Dokumentationsfilm von Steve Fischler und Joel Sucher (Pacific Street Films) unter dem Titel The Free Voice of Labor: The Jewish Anarchists (deutsch: Die Freie Arbeiter Stimme: die jüdischen Anarchisten) 1980 erzählt. Der Film beinhaltet ein kurzes Interview mit dem sehr jungen Joe Conason. Paul Avrich beriet die Autoren. 2006 wurde der Streifen von AK Press als Teil der Doppel-DVD Anarchism in America herausgebracht, die auch vielfach im Internet gespiegelt wird.